# Al-Bab (poddystrykt)
Al-Bab – jedna z 4 jednostek administracyjnych trzeciego rzędu (nahijja) dystryktu Al-Bab w muhafazie Aleppo w Syrii.
W 2004 roku poddystrykt zamieszkiwało 112 219 osób.